# Zeche Vereinigte Ankunft & Anclam
Die Zeche Vereinigte Ankunft & Anclam ist ein ehemaliges Steinkohlenbergwerk im Wittener Ortsteil Vormholz. Das Bergwerk ist aus der Konsolidation der zwei vorher eigenständigen Bergwerke Ankunft und Anclam entstanden.

## Geschichte

### Die Anfänge
Die Gewerken der beiden Bergwerke waren bereits während der Zeit, als beide Bergwerke noch eigenständig in Betrieb waren, eng miteinander verbunden. Bereits im Jahr 1783 hatten beide Bergwerke einen gemeinsamen Schichtmeister. Am 24. August des Jahres 1808 konsolidierte die Zeche Ankunft mit der Zeche Anclam unterhalb der Stollensohle zur Zeche Vereinigte Ankunft & Anclam. Im Jahr 1811 wurde der Schacht Gotthelf mit der Stollensohle des St.-Johannes Erbstollens durchschlägig. Der Schacht Gotthelf war ein tonnlägiger Schacht. Der Schacht hatte eine Teufe von 58 Lachtern und war  mit einem Pferdegöpel ausgestattet. Im Jahr 1813 wurde im Muttental mit dem Abbau der Steinkohlen begonnen. Die Förderung erfolgte im Schacht Gotthelf bis zur Erbstollensohle des St.-Johannes Erbstollens. Im Jahr 1815 war das Bergwerk zunächst noch in Betrieb, später wurde es in Fristen gelegt. Im Jahr 1822 brannte das alte Göpelhaus mit sämtlichen übertägigen Einrichtungen ab. Da der Schacht auch noch von der über der Stollensohle eigenständig tätigen Zeche Ankunft genutzt wurde, mussten die Anlagen zügig erneuert werden. Bereits zwei Monate später erhielt der Gewerke Oberste Frielinghaus den Auftrag, einen neuen größeren Pferdegöpel zu bauen. Oberste Frielinghaus baute für 1146 Reichstaler einen Göpel aus Eichenholz, der bald darauf in Betrieb genommen werden konnte.

### Die weiteren Jahre
Im August des Jahres 1828 wurde die Zeche Vereinigte Ankunft & Anclam wieder in Betrieb genommen. Die Förderung erfolgte an den Schächten Blondine und Gotthelf. Noch im Jahr 1828 wurde die Förderung an Schacht Gotthelf eingestellt. Der Pferdegöpel wurde demontiert und anschließend am Schacht Blondine wieder montiert. Den Betrieb des Göpels leitete mehrere Jahre der Bauer Oberste Frielinghaus. Im Jahr 1830 war der Schacht Blondine in Förderung. Im Jahr 1835 waren der Schacht Blondine und der Schacht Moses in Betrieb. Im Jahr 1840 wurde der Schacht Blondine stillgelegt. In diesem Jahr und in den folgenden Jahren war nur noch der Schacht Moses in Betrieb. Nachdem sämtliche nutzbaren Kohlen bis zum Erbstollen abgebaut waren, war ein weiterer Betrieb des Bergwerks nicht mehr erfolgreich. Gegen Ende Juni des Jahres 1847 wurde die Zeche Vereinigte Ankunft & Anclam stillgelegt. Die Gewerken ließen den Pferdegöpel von Schacht Moses demontieren und verkauften ihn an die Zeche Gideon. In der Zeit vom 29. Mai bis 18. Oktober 1854 konsolidierte die Zeche Vereinigte Ankunft & Anclam mit den Stollenzechen Neuglück & Stettin, Stralsund, Hazard, St Johannes Nr. 4, Kleist, Österbank, Nelkenthal, Rabener und Muttental zur Zeche Herberholz. Im Jahr 1891 wurde in der Berechtsame von Vereinigte Ankunft & Anclam noch einmal durch die Zeche Vereinigte Hermann abgebaut.

## Förderung und Belegschaft
Die ersten bekannten Förderzahlen des Bergwerks stammen aus dem Jahr 1830. In diesem Jahr wurden 3077 preußische Tonnen Steinkohle gefördert. Die ersten bekannten Belegschaftszahlen des Bergwerks stammen aus dem Jahr 1835, damals waren 18 Bergleute auf dem Bergwerk beschäftigt, die eine Förderung von 60.657 Scheffel erbrachten. Im Jahr 1840 wurden mit 20 Beschäftigten 16.066 preußische Tonnen Steinkohle gefördert. Im Jahr 1845 wurde eine Förderung von 60.192 Tonnen Steinkohle erzielt, die Belegschaftsstärke betrug in diesem Jahr elf bis vierzehn Mitarbeiter. Die letzten Förder- und Belegschaftszahlen des Bergwerks stammen aus dem Jahr 1847, als mit sechs bis zehn Bergleuten 1096 Tonnen Steinkohle gefördert wurden.

## Heutiger Zustand
Heute erinnert an die Zeche Vereinigte Ankunft & Anclam eine Rekonstruktion des Göpels des Schachtes Moses. Der Göpel befindet sich in der Nähe des Parkplatzes an der Berghauser Straße. Er ist die Station 21 des Bergbaurundwanderwegs Muttental.